# Eutolype damalis
Eutolype damalis är en fjärilsart som beskrevs av Augustus Radcliffe Grote 1880. Eutolype damalis ingår i släktet Eutolype och familjen nattflyn. Inga underarter finns listade i Catalogue of Life.

## Bildgalleri

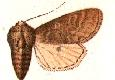